# Kreuzweg (Kronach)
Der Kreuzweg in der oberfränkischen Stadt Kronach ist ein 14 Stationen umfassender Wallfahrtsweg, der den Leidensweg Jesu Christi nachbildet.

## Lage
Der Kreuzweg beginnt an der Einmündung der Mozartstraße in die Kreuzbergstraße im Nordosten der Stadt und führt entlang der Kreuzbergstraße auf den östlich der Stadt gelegenen Kreuzberg hinauf, wo er an der 1638 erbauten katholischen Wallfahrtskirche Zum Heiligen Kreuz endet. Die ersten neun Stationen befinden sich auf der Gemarkung der Kronacher Kernstadt, die Stationen 10 bis 12 befinden sich auf dem Gebiet des Kronacher Gemeindeteils Ruppen und die beiden letzten Stationen stehen auf dem Gemeindegebiet des Marktes Marktrodach. Die einzelnen Stationen sind jeweils etwa 100 m voneinander entfernt.

## Geschichte
Bestrebungen zur Errichtung eines sieben Stationen umfassenden Kreuzwegs zur Kapelle auf dem Kreuzberg gab es bereits im Jahr 1671, als der Dechant Benignus Moser beim Stadtrat eine entsprechende Bitte vorbrachte. Obwohl sich mehrere Bürger bereit erklärten, einige der Stationen anfertigen zu lassen, scheiterte das Vorhaben an fehlender finanzieller Unterstützung durch die Stadt.
Der heutige Kreuzweg mit 14 Stationen geht hauptsächlich auf die Initiative von Baptista Krebs zurück, einem Priester des dritten Ordens der Franziskaner, der ab 1729 als erster selbstständiger Benefiziat und Einsiedler auf dem Kreuzberg lebte. Mit Unterstützung durch verschiedene Stiftungen aus der Bürgerschaft sammelte Krebs die notwendigen Geldmittel für den schließlich 1739 errichteten Kreuzweg.
Im Jahr 1871 renovierte der Bildhauer Johann Georg Grebner alle 14 Stationen und fertigte neue Relieftafeln aus Sandstein an; zuvor waren vermutlich bemalte Blechtafeln in den Bildnischen befestigt. Daneben wurden beschädigte Teile durch einfacher gehaltene Neuanfertigungen ersetzt.

## Beschreibung
Die einzelnen Stationen sind weitgehend identisch gestaltet. Auf einer abgestuften Grundplatte steht der rechteckige Schaft, an dessen Stirnseite sich zwei Felder mit eingemeißelten Inschriften befinden; im unteren Feld wird die Station genannt, um die es sich handelt, etwa „Die erste Station“, im oberen Feld in Form einer Ohrmuschelkartusche wird die dargestellte Szene beschrieben: „Jesus wird zum Tode verurteilt“. Als einzige der 14 Stationen ist die erste Station darüber hinaus am Unterteil des Schaftes mit der Jahreszahl „1739“ bezeichnet. Eine nach drei Seiten hin überstehende Simsplattform trennt Schaft und Aufsatz voneinander. Der Aufsatz wird von einem eingezogenen, gesimsten Rundbogen geschlossen und trägt als Bekrönung ein Steinkreuz. Die rundbogige Bildnische an der Vorderseite, in die ein Sandsteinrelief eingelassen ist, wird von kräftigen Voluten flankiert. Die Rückseiten von Schaft und Aufsatz sind glatt.
Bei der Renovierung im Jahr 1871 wurden drei der Stationen durch Ausbesserungsarbeiten teilweise oder vollständig verändert. So fehlt am Schaft der sechsten Station die sonst übliche Ohrmuschelkartusche, der Aufsatz der zwölften Station, der in der Gestaltung abweicht und von angedeutetem Mauerwerk gerahmt wird, besitzt deutlich kleinere Abmessungen und die neunte Station wurde in vereinfachter Form vollständig neu geschaffen.
Die Kreuzwegstationen sind als Baudenkmäler in die Bayerische Denkmalliste eingetragen. Aufgrund ihrer Lage sind sie sowohl in der Denkmalliste der Stadt Kronach als auch in der Liste des Marktes Marktrodach enthalten.

## Stationen

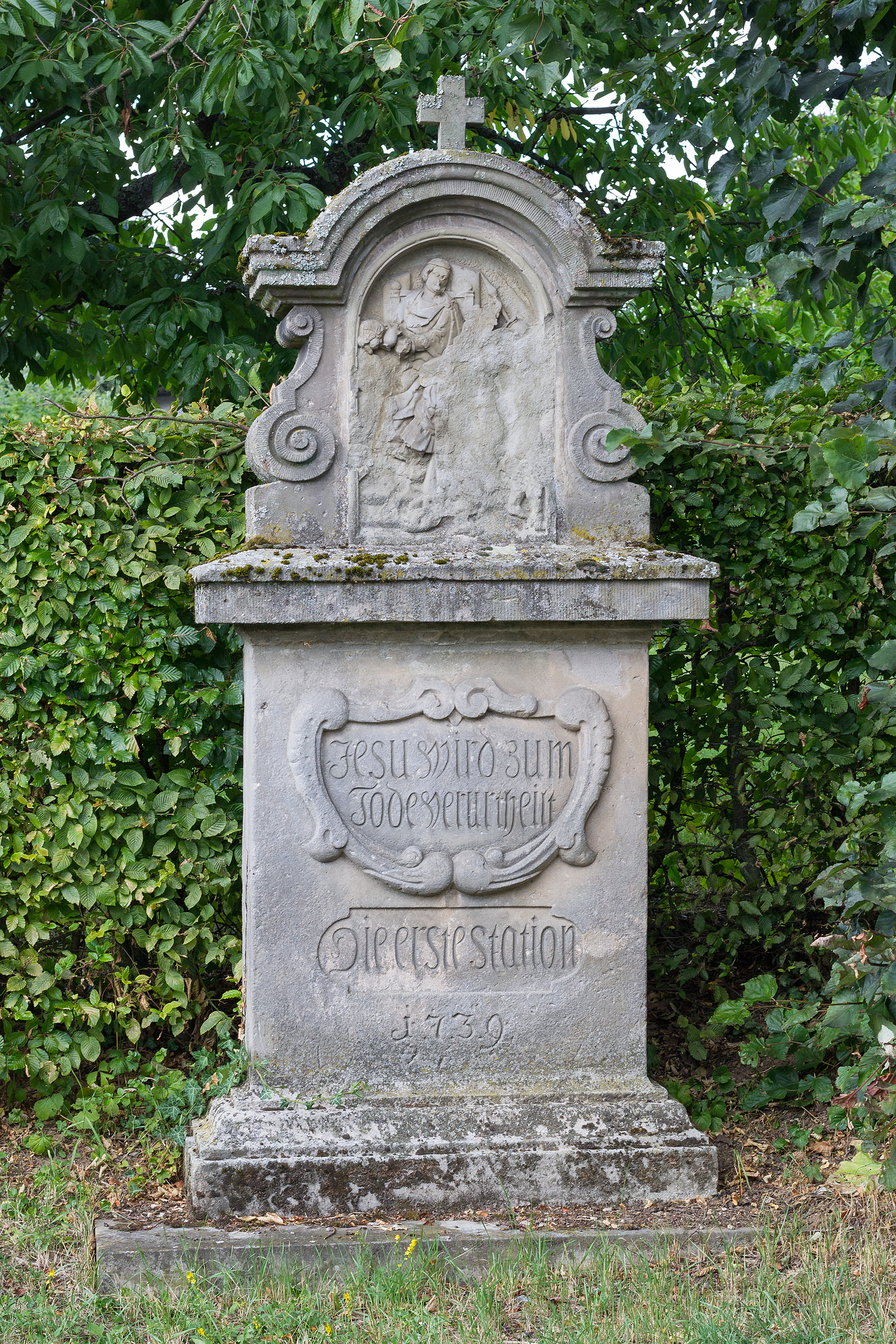
I. Jesus wird zum Tode verurteilt (Standort)
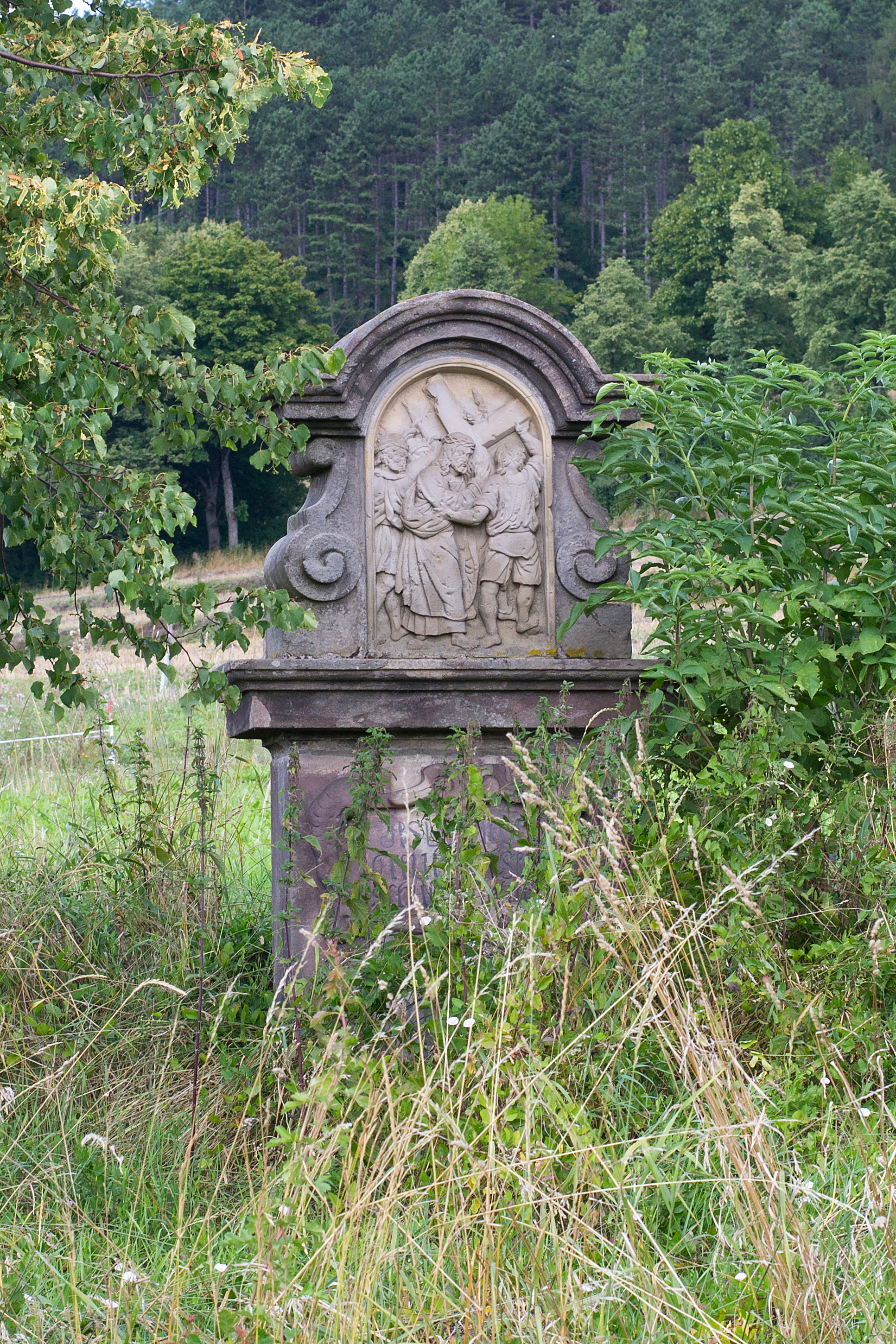
II. Jesus wird das schwere Kreuz auferlegt (Standort)
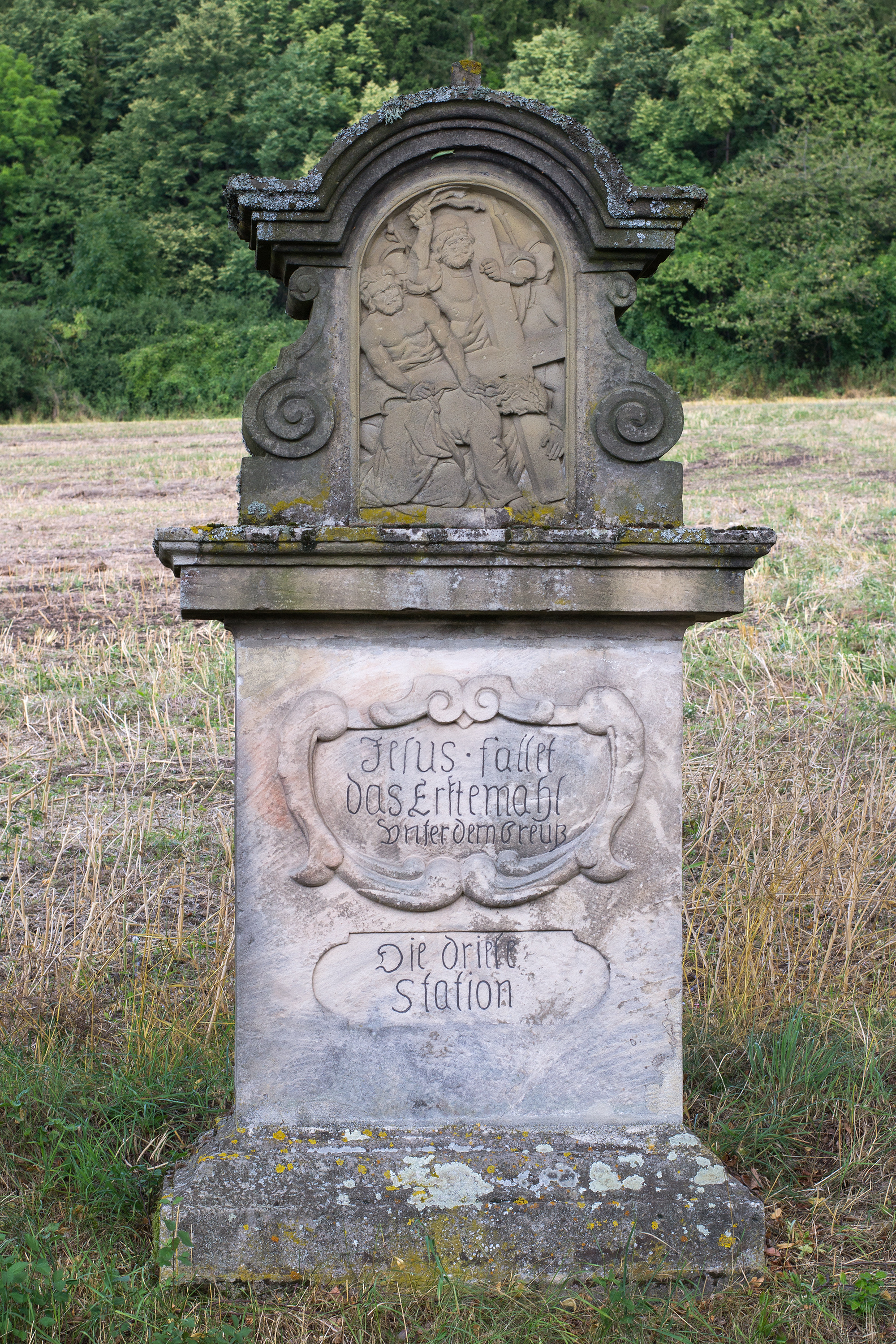
III. Jesus fällt das erste Mal unter dem Kreuz (Standort)
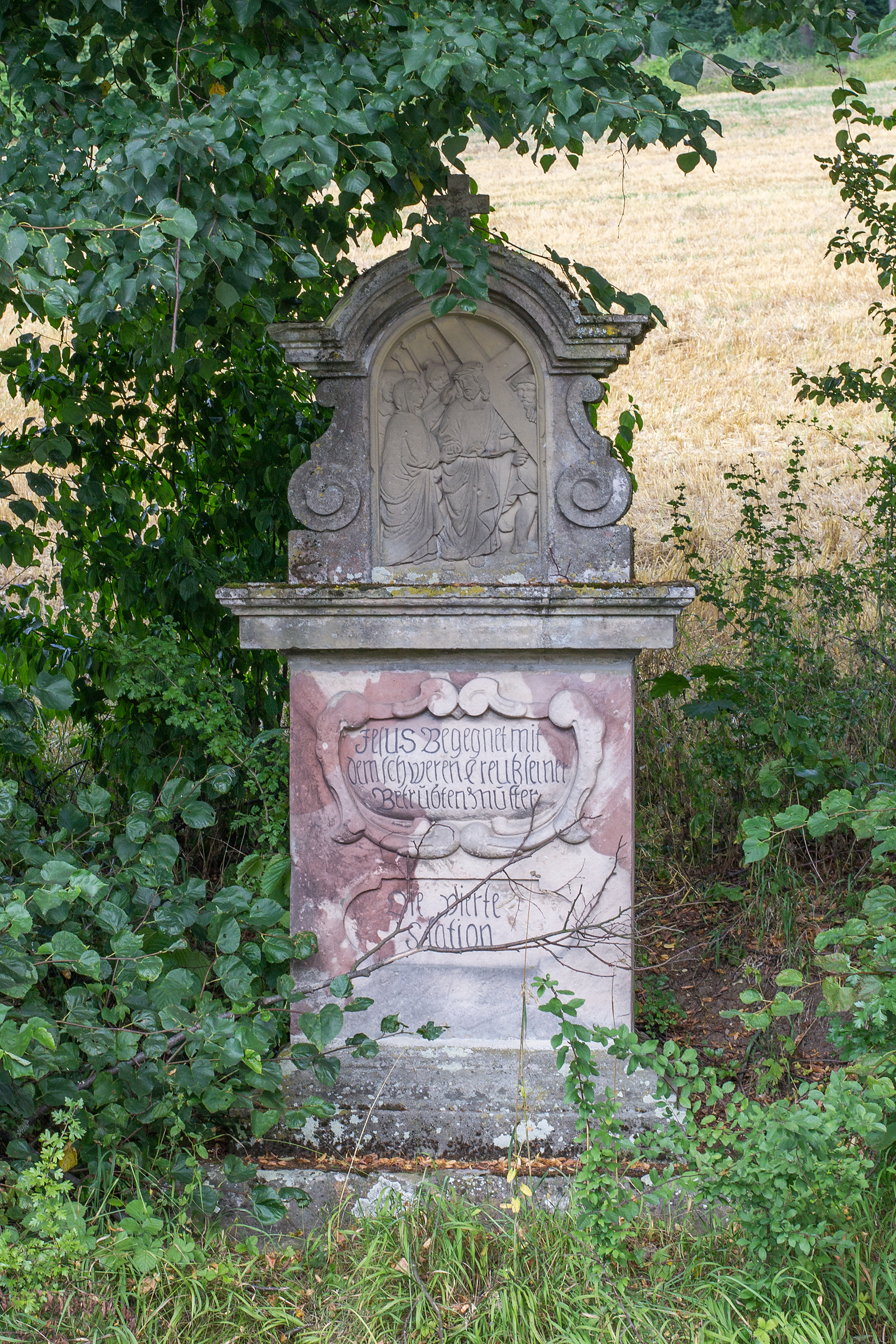
IV. Jesus begegnet seiner Mutter (Standort)
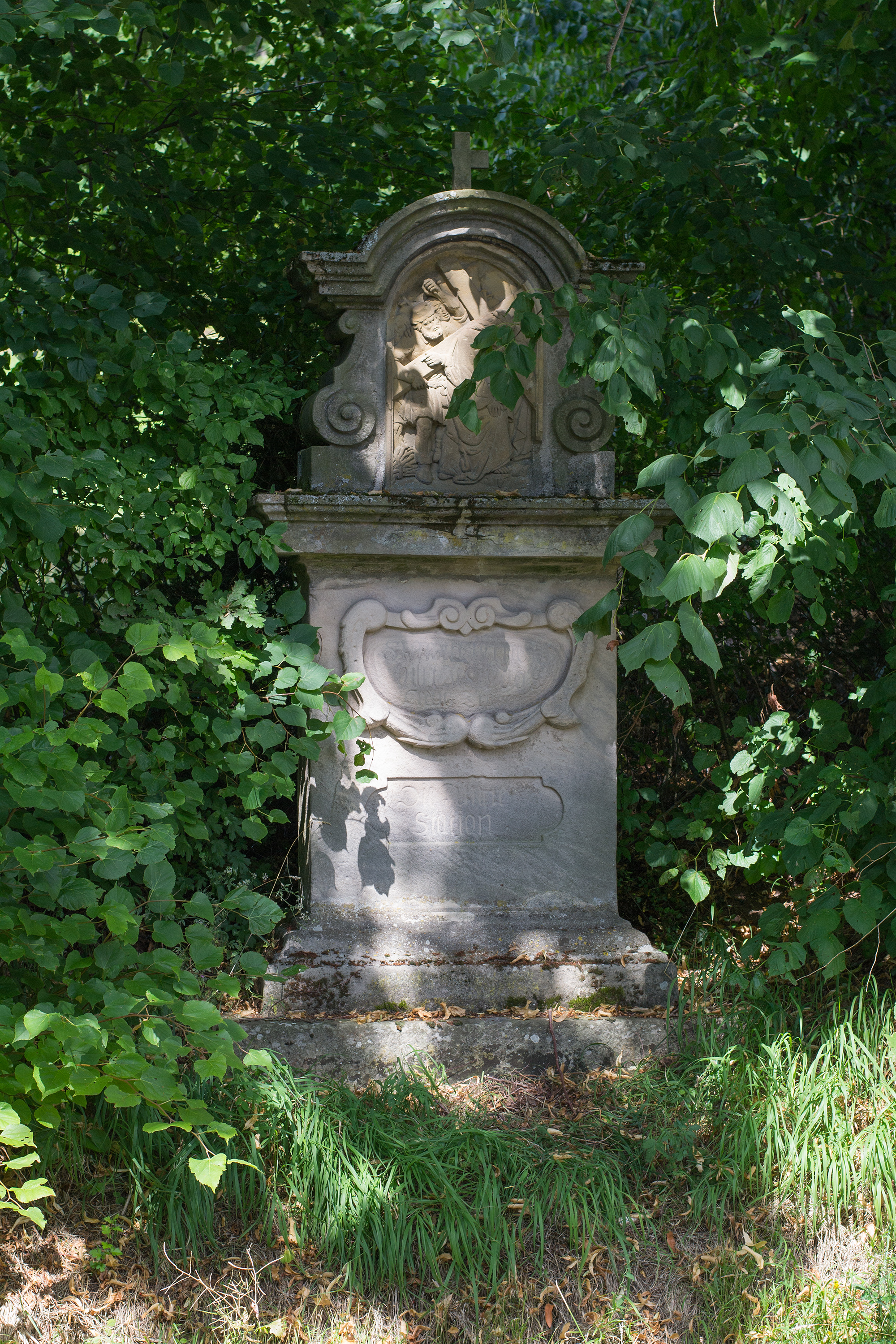
V. Simon von Cyrene hilft Jesus das Kreuz tragen (Standort)
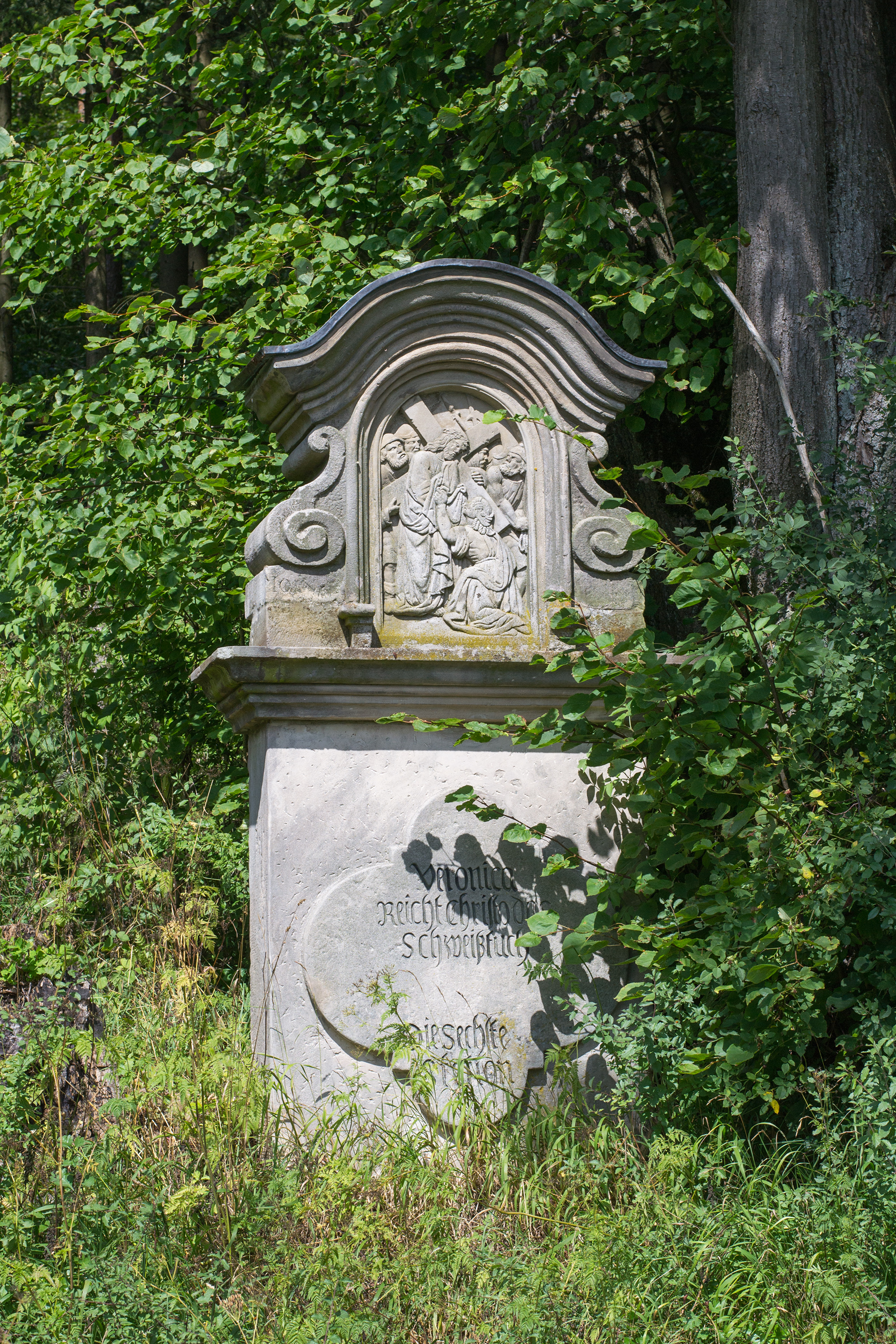
VI. Veronika reicht Jesus das Schweißtuch (Standort)
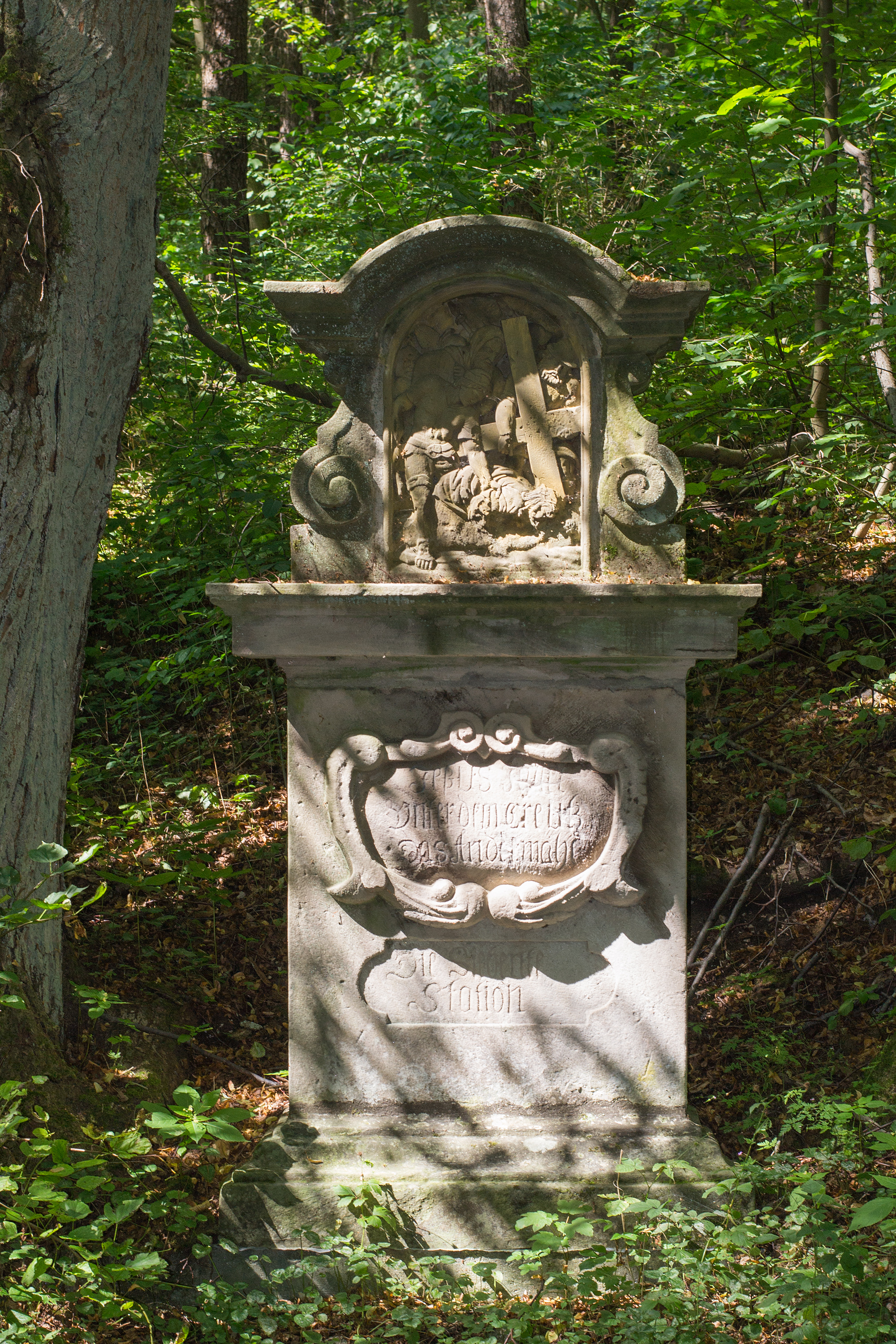
VII. Jesus fällt das zweite Mal unter dem Kreuz (Standort)
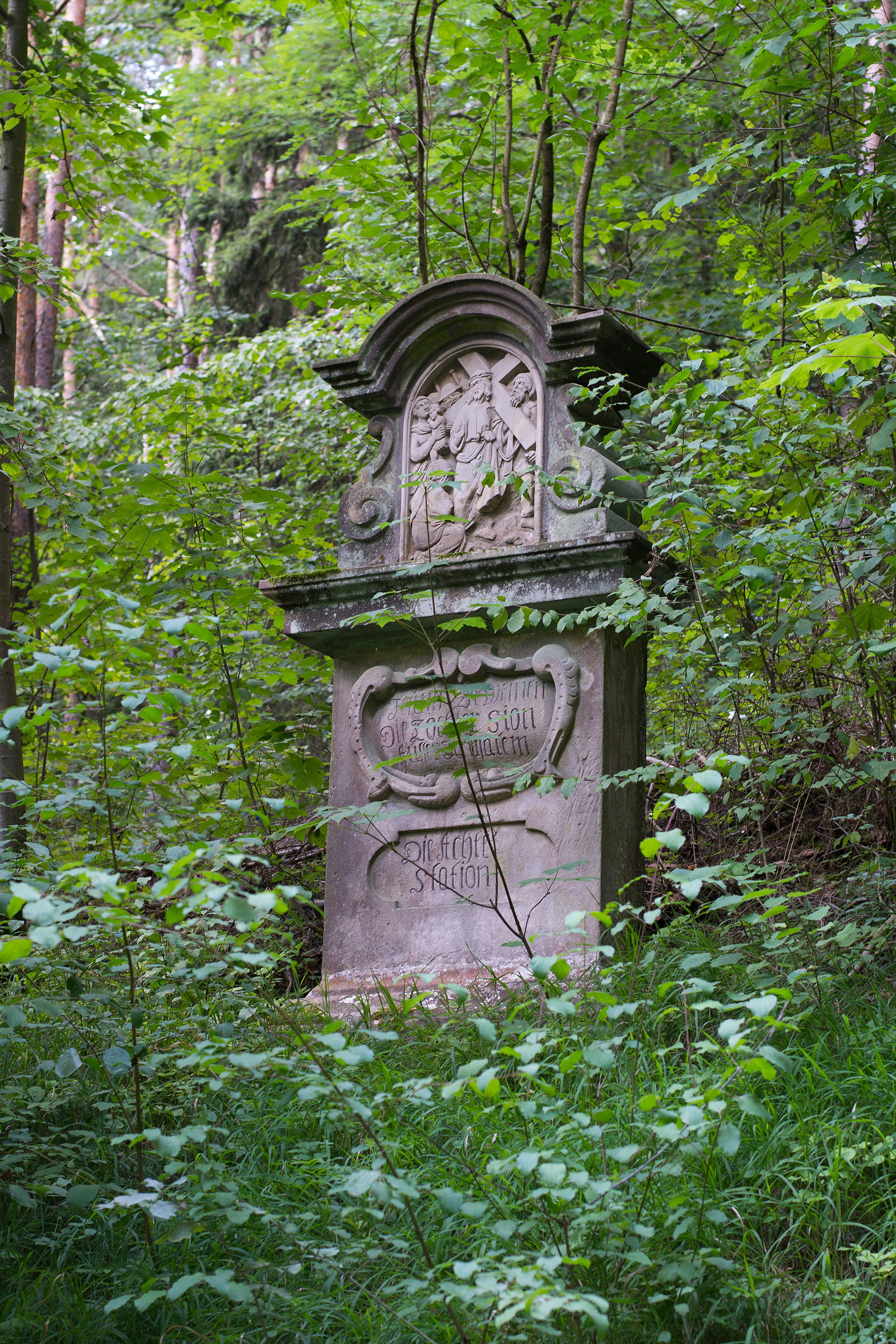
VIII. Die Töchter Zion beweinen Jesu (Standort)
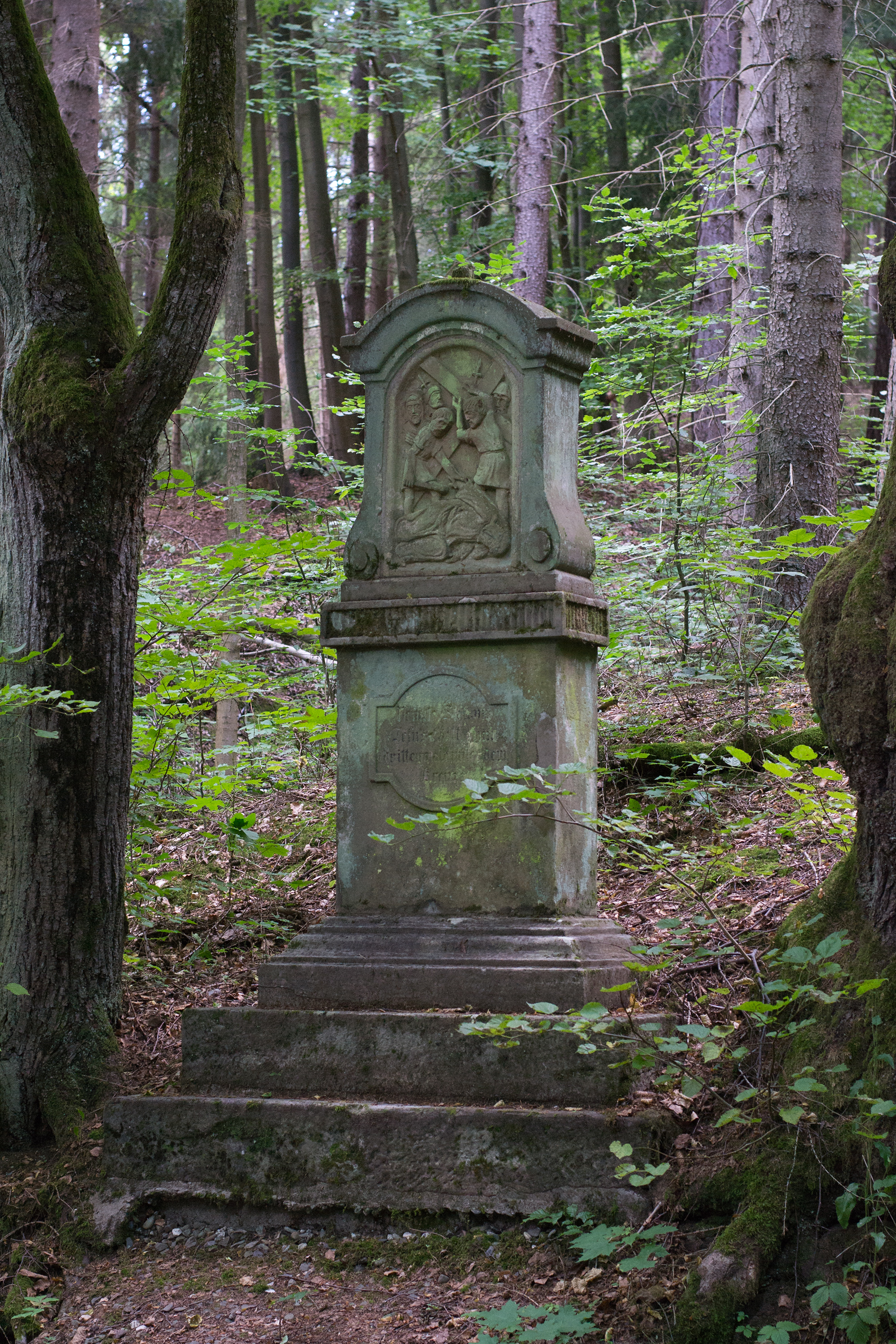
IX. Jesus fällt das dritte Mal unter dem Kreuz (Standort)
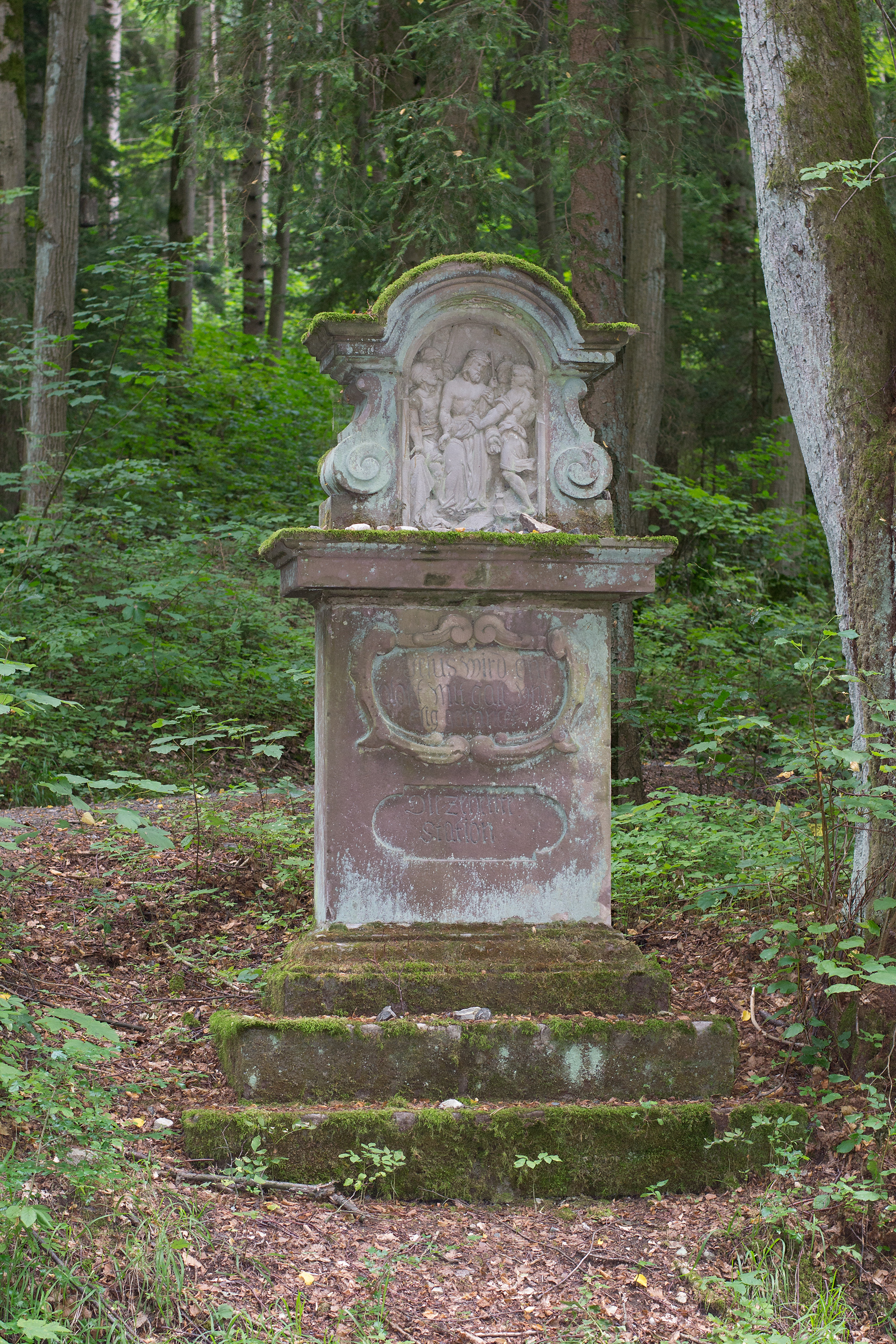
X. Jesus wird seiner Kleider beraubt (Standort)
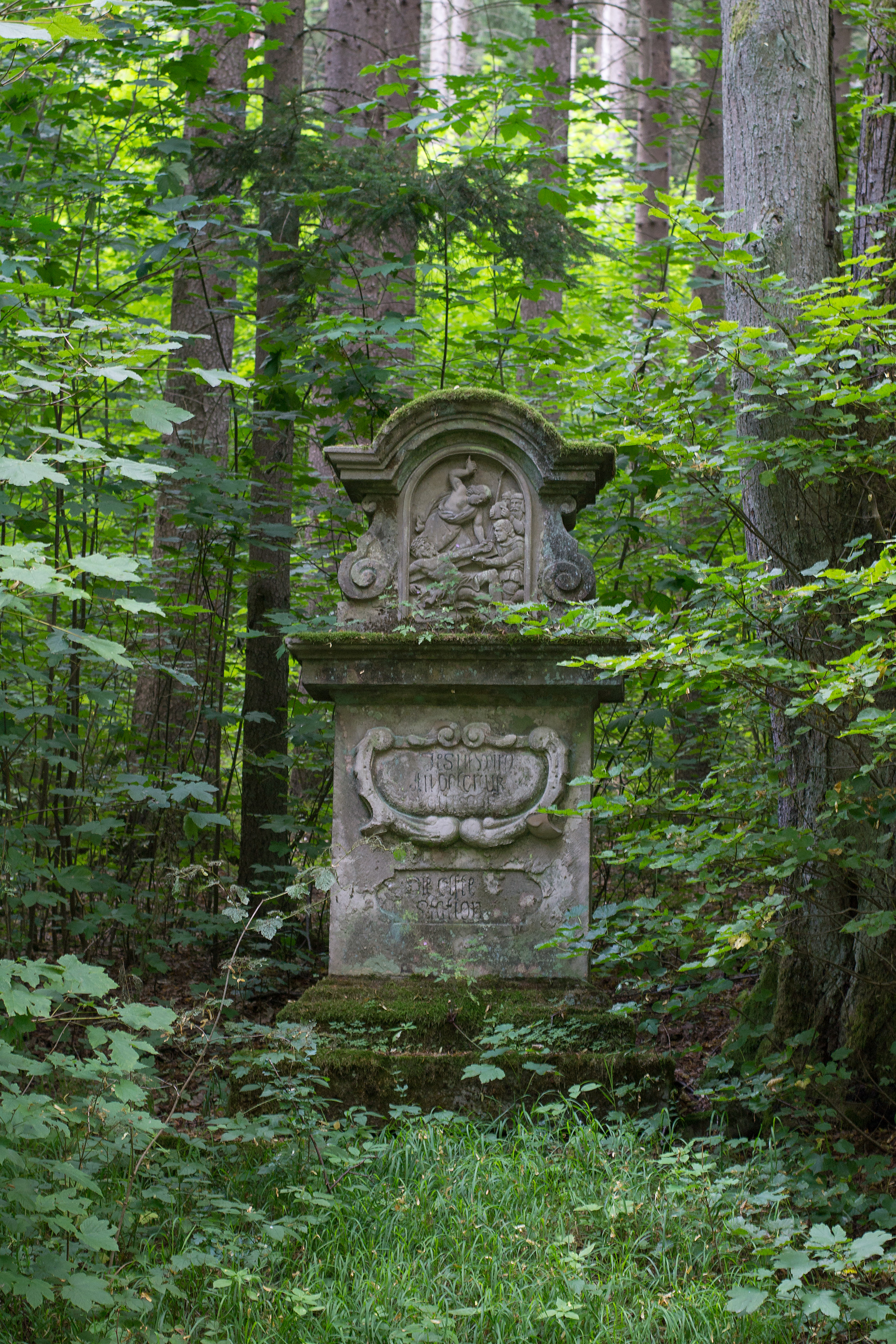
XI. Jesus wird an das Kreuz genagelt (Standort)
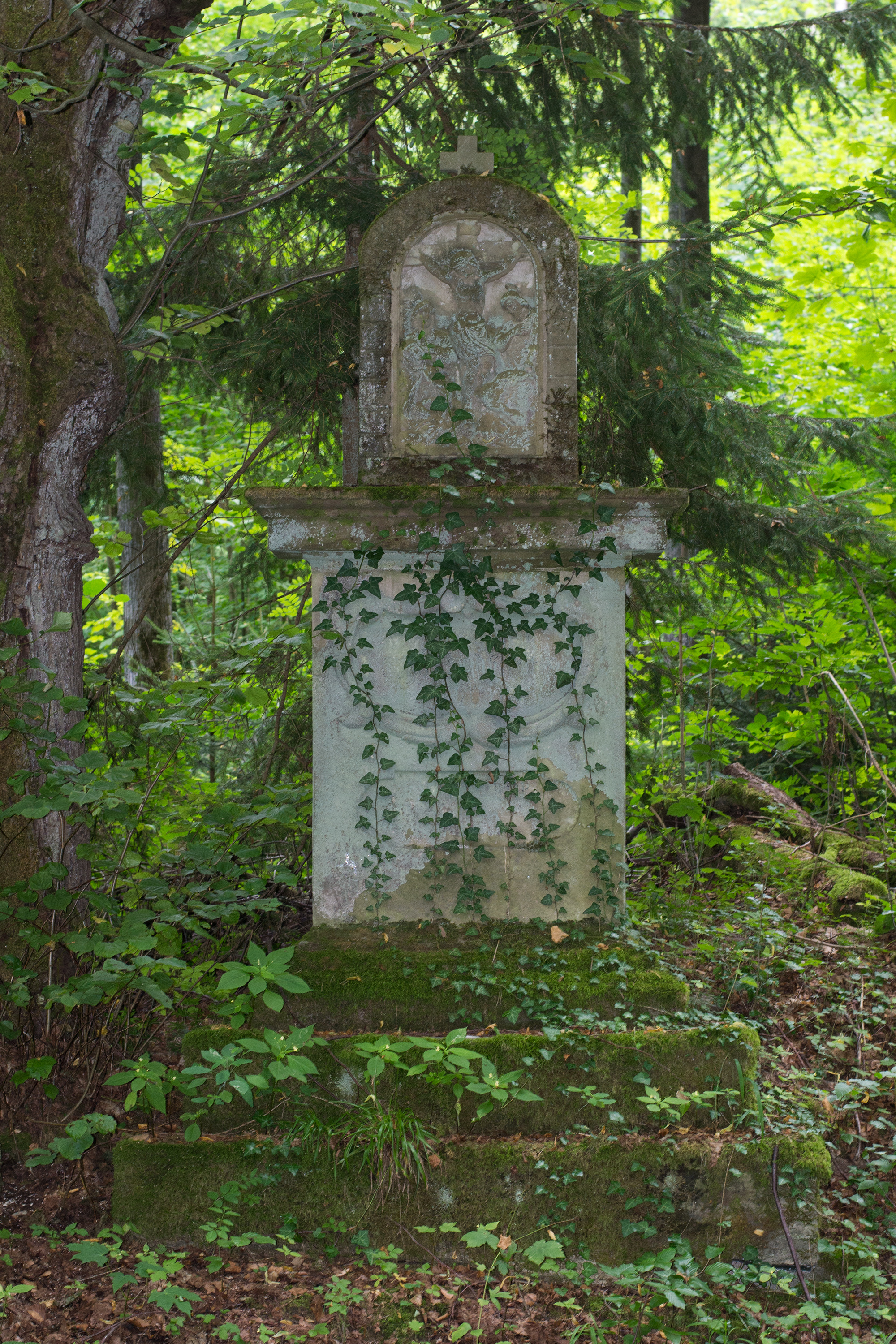
XII. Jesus stirbt am Kreuz (Standort)
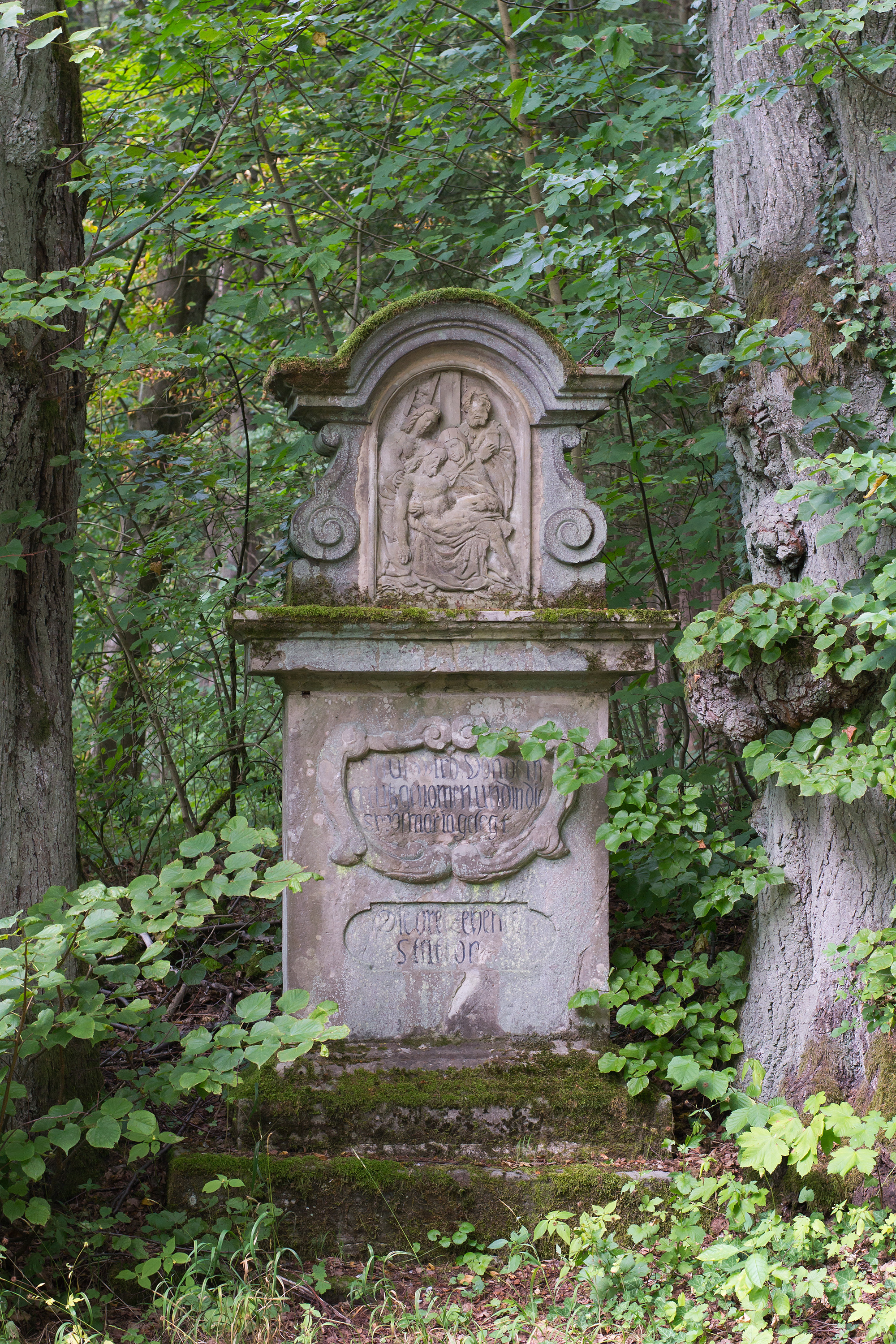
XIII. Jesus wird vom Kreuz heruntergenommen (Standort)
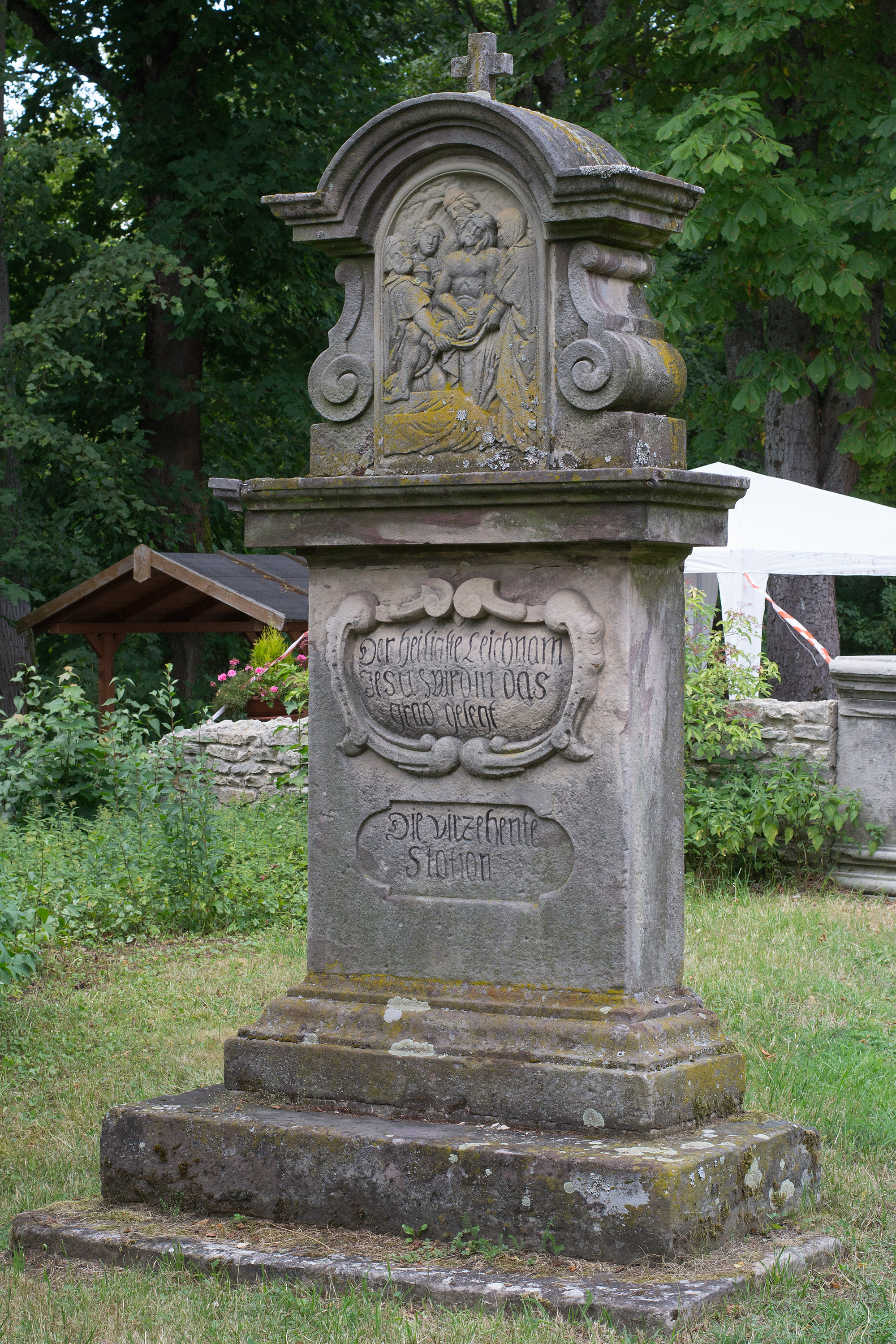
XIV. Jesus wird ins Grab gelegt (Standort)